# Diceratostele gabonensis
Diceratostele gabonensis (Summerh., 1938) è una pianta della famiglia delle Orchidacee, diffusa nell'Africa tropicale. È l'unica specie del genere Diceratostele e della sottotribù Diceratostelinae.

## Distribuzione e habitat
La specie è diffusa nella zona tropicale dell'Africa centro-occidentale (Liberia, Costa d'Avorio, Camerun, Gabon e Congo).